# ニューカッスル (セントクリストファー・ネイビス)
ニューカッスル（Newcastle）はセントクリストファー・ネイビス、セントジェームズ・ウィンドワード教区の都市。ネイビス島の北端に位置する。人口は827人（2015年）。
ネイビス島の中心地チャールズタウンからは直線距離で8キロメートル、ナローズ海峡を挟んでセントクリストファー島とは6キロメートルの距離にある。近隣の都市は、南にはローリンズ（Rawlins）、東にはキャンプス（Camps）がある。
島唯一の空港であるヴァンス・W・エイモリー国際空港が所在しており、ネイビス島の空の玄関口として機能している。1990年代の国際空港の滑走路拡張では多数の住居が移転を余儀なくされ、植民地時代の17世紀に建設されたニューカッスル・ルドゥートは1996年のクリスマスの時に取壊された。港はないが、近辺には砂浜（ビーチ）がある。